# Andrea Ballabio
Andrea Ballabio (Napoli, 27 gennaio 1957) è un medico italiano, direttore dell'istituto Telethon di Genetica e Medicina (TIGEM) di Pozzuoli, Professore ordinario di Genetica medica dell'Università “Federico II" di Napoli e "Visiting Professor" presso il Baylor College of Medicine di Houston negli USA e presso l'Università di Oxford.

## Biografia
Dopo essersi laureato in medicina e specializzato in pediatria presso l'Università "Federico II" di Napoli, ha trascorso molti anni prima in Inghilterra e poi negli Stati Uniti dove è diventato professore associato presso il dipartimento di Genetica molecolare e umana del Baylor College of Medicine e condirettore del Baylor Human Genome Center di Houston, Texas. Nel 1994 è rientrato in Italia per fondare il TIGEM, di cui è Direttore Scientifico; il TIGEM è un polo di eccellenza della ricerca italiana, dove lavorano circa 220 ricercatori provenienti da tutto il mondo. Insieme al suo team di ricercatori ha individuato mutazioni geniche alla base di molte malattie genetiche rare. La sua scoperta del gene TFEB, che controlla il funzionamento dei lisosomi, ha avuto un grande impatto nel campo della biologia cellulare ed in quello delle malattie neurodegenerative.

### Attività scientifica
All'inizio della sua carriera di ricercatore, ha identificato e caratterizzato il gene umano e murino di XIST. Successivamente ha focalizzato la sua attenzione sull’identificazione di geni-malattia tra cui vanno annoverati: il gene della sindrome di Kallmann (coinvolto in termini di orientamento assonale), il gene OA1 (che si occupa di melanosomi biogenesi e mutato in Albinismo Oculare), il gene SPG7 (che codifica per la proteina mitocondriale paraplegina ed è coinvolto nella biogenesi mitocondriale; le sue mutazioni sono state le prime a essere identificate nella paraplegia spastica ereditaria autosomica recessiva), il gene MID1 (che è coinvolto nello sviluppo della linea mediana e mutato nella sindrome / GBB Opitz).

In seguito si è concentrato sull'individuazione dei meccanismi alla base delle malattie genetiche rare in particolare sulle malattie da accumulo lisosomiale. In questo ambito ha effettuato una importante scoperta sul deficit multiplo di solfatasi (MSD). In questa malattia tutti i membri della famiglia solfatasi (17 negli esseri umani) sono carenti a causa di un difetto di modificazione post-traslazionale. Utilizzando un approccio innovativo ha identificato il gene SUMF1 (solfatasi Modifica Factor 1), che è responsabile di questa modificazione post-traslazionale ed è mutato in pazienti MSD. È stato inoltre dimostrato che la sovraespressione di SUMF1 aumenta notevolmente l'attività di solfatasi esogene sia in colture cellulari che in vivo. Questa scoperta ha avuto applicazione clinica immediata: il gene SUMF1 è in uso nella produzione di solfatasi come strumento per migliorare le attività solfatasi per la terapia di sostituzione enzimatica.
Più recentemente ha focalizzato la sua attenzione sui lisosomi, gli organelli che sono responsabili della pulizia della cellula. Sfidando le conoscenze convenzionali della biologia cellulare ha ipotizzato che il lisosoma fosse una struttura dinamica oggetto di una regolazione trascrizionale globale e in grado di adattarsi agli stimoli ambientali. Insieme al suo team ha scoperto che la biogenesi lisosomiale, autofagia e esocitosi sono trascrizionalmente regolati da una rete di geni e controllata dal master-gene TFEB che è in grado di promuovere la pulizia della cellula. Questo meccanismo è stato testato in diversi modelli malattia tra cui: il Parkinson, l'Alzheimer, il morbo di Huntington, le malattie lisosomiali, la carenza di α1anti-tripsina e l’atrofia muscolare spinale e bulbare. Questa scoperta ha aperto nuove possibili strategie terapeutiche per diverse malattie genetiche.

## Riconoscimenti
- Ha pubblicato 374 articoli su riviste scientifiche internazionali (Impact Factor Totale 2.784,301, con un Impact Factor medio pari a 9,128 per articolo) e ha contribuito a 19 capitoli di libri come ”Harrison's Principles of Internal Medicine” e “Molecular Bases of Inherited Disease”. In totale le sue pubblicazioni sono state citate più di > 30.959 volte (dato a novembre 2016, Google Scholar “h” index: 92).[4]
- Negli ultimi 10 anni è stato invitato come relatore a più di 100 congressi internazionali e nazionali.[5][6][7][8][9][10]
- È detentore di otto brevetti internazionali archiviati e assegnati.[11]
- È membro, inoltre, dei comitati editoriali di numerose riviste scientifiche internazionali, nonché di importanti società scientifiche internazionali quali la European Molecular Biology Organization[12], la European Society of Human Genetics[13] e molte altre.
- Nel 1998 è stato Presidente della Societa' Europea di Genetica Umana.[14]
- Il 20 febbraio 2007[15] è stato insignito del titolo di Commendatore dell'Ordine al merito della Repubblica italiana dal Presidente Giorgio Napolitano che gli ha anche conferito la medaglia d'argento al merito[16].
- Nel 2010 e nel 2016 è risultato vincitore dell'Advanced Grant dello European Research Council (ERC), che riconosce i migliori scienziati europei[17].
- Nel 2016 è stato il primo in Italia a vincere il prestigioso premio Louis-Jeantet per la Medicina per le sue ricerche sui meccanismi che controllano la funzione dei lisosomi[18].
- Premio Antonio Feltrinelli 2021 per la sezione scienze biologiche e applicazioni[19].

## Curiosità
- Andrea Ballabio è stato anche attore bambino, avendo interpretato la parte di Peter Antrobus nello sceneggiato televisivo Melissa, diretto da Daniele D'Anza, andato in onda nel 1966.
- Nel 2006 è stato tedoforo ai XX Giochi olimpici invernali, tenutisi a Torino.[20]
- Nel 2007 è stato 18º a bordo di “Luna Rossa” Challenge, durante l'edizione 2010 della America's Cup 2010 tenutasi a Valencia, in Spagna[21][22].